# Óscar Ramírez (ur. 1984)
Óscar Ramírez Martín (ur. 1 marca 1984 w La Bisbal d’Empordà) – hiszpański piłkarz występujący na pozycji obrońcy w SD Huesca.